# Annette Ringier
Annette Ringier (* 7. August 1944; † 28. Januar 2020) war eine Schweizer Journalistin, Verlegerin und Miteigentümerin des  Medienunternehmens Ringier, in dem u. a. die Boulevardzeitung Blick erscheint.

## Leben und Wirken
Anette Ringier wurde als Tochter von Eva Ringier (geborene Landolt) und Hans Ringier geboren. Ihr Bruder ist der Verleger Michael Ringier, ihre Schwester die Mäzenin Evelyn Lingg-Ringier. Sie wuchsen in der Villa Römerhalde in Zofingen, dem Elternhaus des Vaters, auf. Bereits in Kindertagen verbrachte Annette Ringier viel Zeit im Verlagsbüro ihres Vaters in Zofingen, um „Sekretärin zu spielen oder im Gebäude Post auszutragen“.
Ehe sie im Journalismus und familiären Verlag begann, versuchte sie sich Ende der 1960er-Jahre als Schauspielerin unter dem Künstlernamen Ringa Zof, eine Anlehnung an Zofingen im Aargau, wo die Verlegerfamilie verwurzelt ist.
In den 1970er- und 1980er-Jahren betreute sie die in Deutschland erschienene Zeitschrift 100 Ideen, war parallel Chefredakteurin der Schweizer Zeitschrift Annette und schrieb für die Schweizer Illustrierte.
Seit 2005 war sie Miteigentümerin der Ringier AG.
Die Verlegerin engagierte sich in verschiedenen Stiftungen, darunter die schwedische Right Livelihood Award Foundation für den Alternativen Nobelpreis. Sie selbst hatte 2002 die Stiftung Corymbo und 2011 die Annette-Ringier-Stiftung für soziale, ökologische und kulturelle Projekt gegründet, die die Ausbildung von Journalisten in der Schweiz sowie Hilfsorganisationen im In- und Ausland unterstützt. Davon profitieren unter anderem auch ehemalige, in Not geratene Mitarbeiter der Ringier Holding.
Annette Ringiers besondere Liebe galt den Künsten und hier – als „grosse Ermöglicherin“, wie es in einem Nachruf heißt – insbesondere dem Tanz in der Schweiz. Sie unterstützte mit der Dachstiftung Corymbo von 2002 bis 2011 für zehn Jahre den ersten Schweizer Tanz- und Choreographiepreis, förderte die Sicherung theoretischen Wissens und unterstützte die Tanzszene in der Schweiz, insbesondere Tanzfestivals, Compagnie-Tourneen sowie Vernetzungsinitiativen wie die Tanzlobby Zürich.
Annette Ringier starb am 28. Januar 2020 nach kurzer Krankheit im Alter von 75 Jahren.